# Per futili motivi
Per futili motivi è il primo album di Flavio Giurato, pubblicato nel 1978 dall'etichetta discografica Dischi Ricordi e prodotto da Michelangelo Romano.
All'epoca fu recensito positivamente dalla critica.

## Tracce
Lato A
Testi e musiche di Flavio Giurato.
1. Un colpo di vuoto – 3:35
2. Il borgo eterno – 3:50
3. A noi mo' – 1:08
4. Che ne sapevo – 2:40
5. Due voci – 3:45
6. Il fico di Parigi – 2:39
7. Foto di gruppo – 1:25

Durata totale: 19:02
Lato B
Testi e musiche di Flavio Giurato.
1. Aquile e corvi – 3:03
2. Mauro – 3:23
3. Il rondone – 2:48
4. Una brutta ventata – 3:10
5. Per futili motivi – 4:12
6. Storia di un'osteria – 4:30

Durata totale: 21:06

## Formazione
- Flavio Giurato: voce
- Luciano Ciccaglioni: chitarra acustica, chitarra elettrica, mandolino
- Federico Troiani: pianoforte
- Franco Giordani: fisarmonica
- Amedeo Tommasi: pianoforte, Fender Rhodes, tastiera
- Piero Montanari: basso
- Massimo Buzzi: batteria, percussioni
- Carlo Pennisi: chitarra acustica, chitarra elettrica (Un colpo di vuoto e Il rondone)
- Dino Kappa: basso (Un colpo di vuoto)
- Giovanni Costamagna: violoncello
- Unione Musicisti di Roma: orchestra
- Luisella Mattei: voce (Due voci)